# Scopifera phrygialis
Scopifera phrygialis là một loài bướm đêm trong họ Noctuidae.